# Gsteinach (Schwarzenbruck)

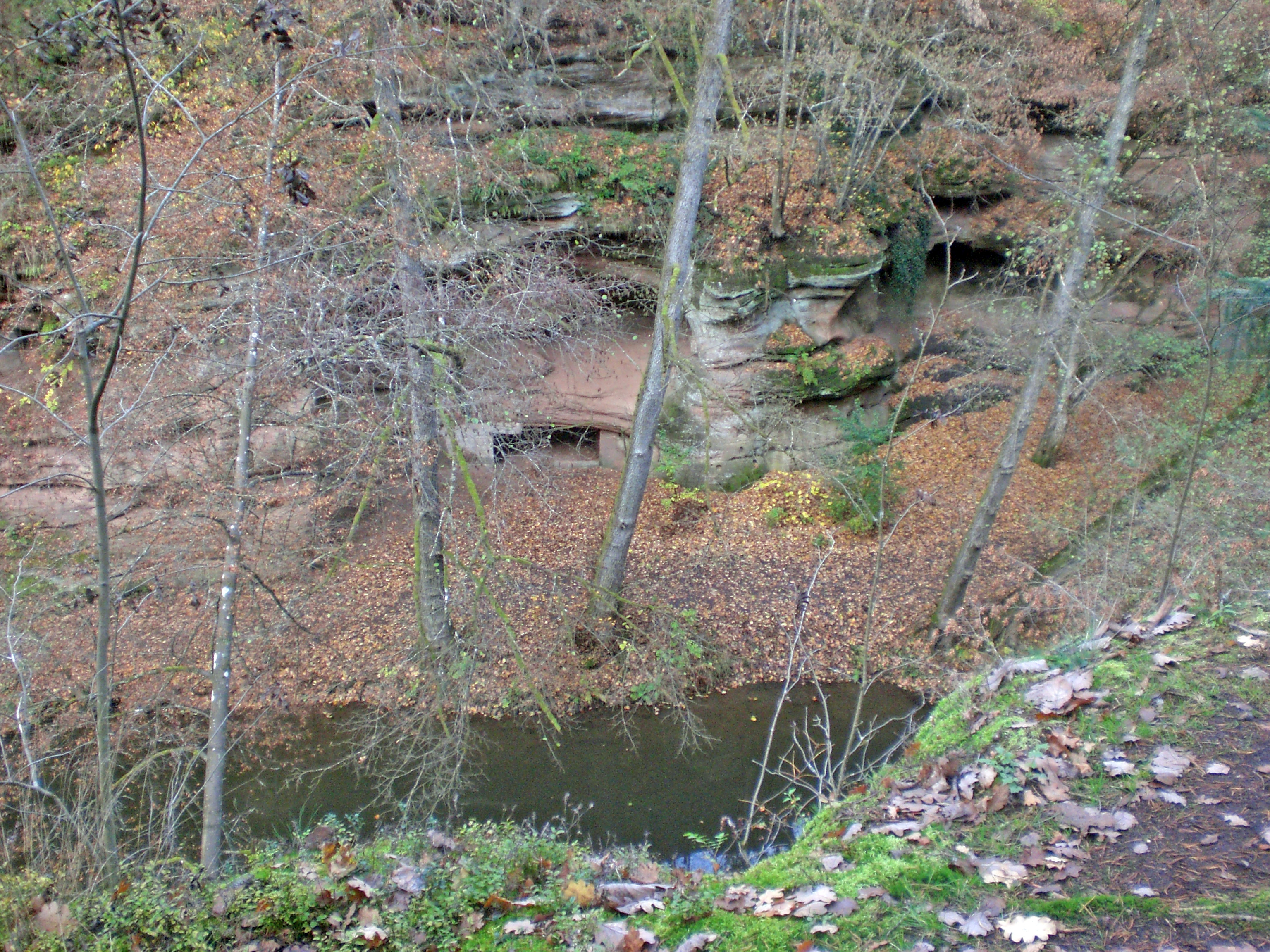
Schwarzachklamm bei Gsteinach (2023)

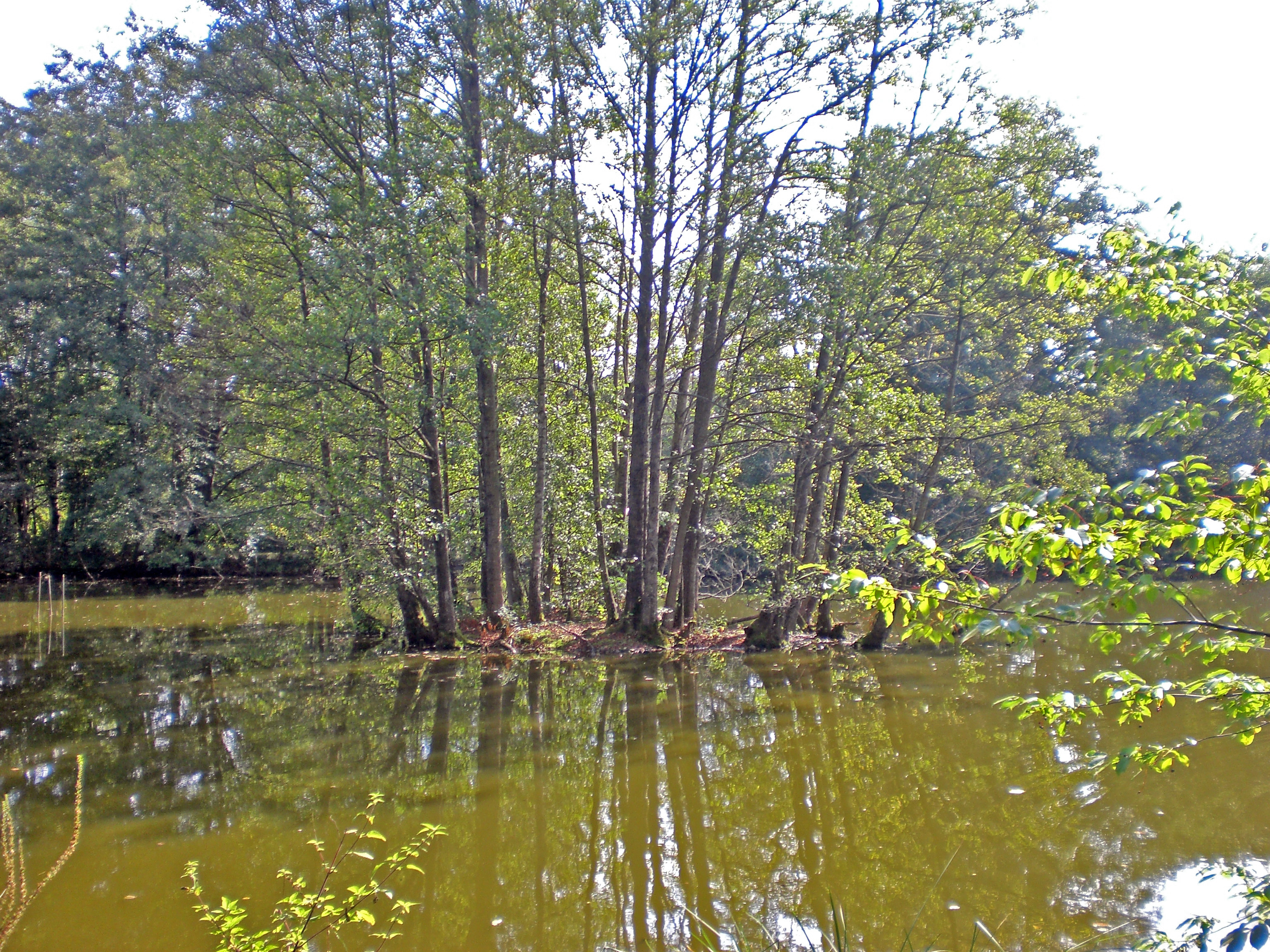
Schwarzenbrucker Moor (2023)

Gsteinach ist ein Gemeindeteil der Gemeinde Schwarzenbruck im Landkreis Nürnberger Land (Mittelfranken, Bayern). Gsteinach liegt in der Gemarkung Schwarzenbruck.

## Lage
Das Dorf bildet mit Schwarzenbruck und Ochenbruck im Osten eine geschlossene Siedlung. Diese ist allseits von Wald umgeben. Nahe dem Ort befinden sich zwei Naturschutzgebiete, das Schwarzenbrucker Moor und die auch als Geotop ausgewiesene Schwarzachklamm. Eine Gemeindeverbindungsstraße führt nach Schwarzenbruck (1,2 km östlich) bzw. zur Bundesstraße 8 bei Feucht (1,7 km nordwestlich).

## Geschichte
Um 1500 entstand in Gsteinach der Eisenhammer. Mit dem Gemeindeedikt (frühes 19. Jahrhundert) wurde Gsteinach dem Steuerdistrikt Schwarzenbruck und der Ruralgemeinde Schwarzenbruck zugewiesen. Gsteinach hat sich seit den 1970er Jahren zu einem reinen Wohnort entwickelt. 

## Infrastruktur

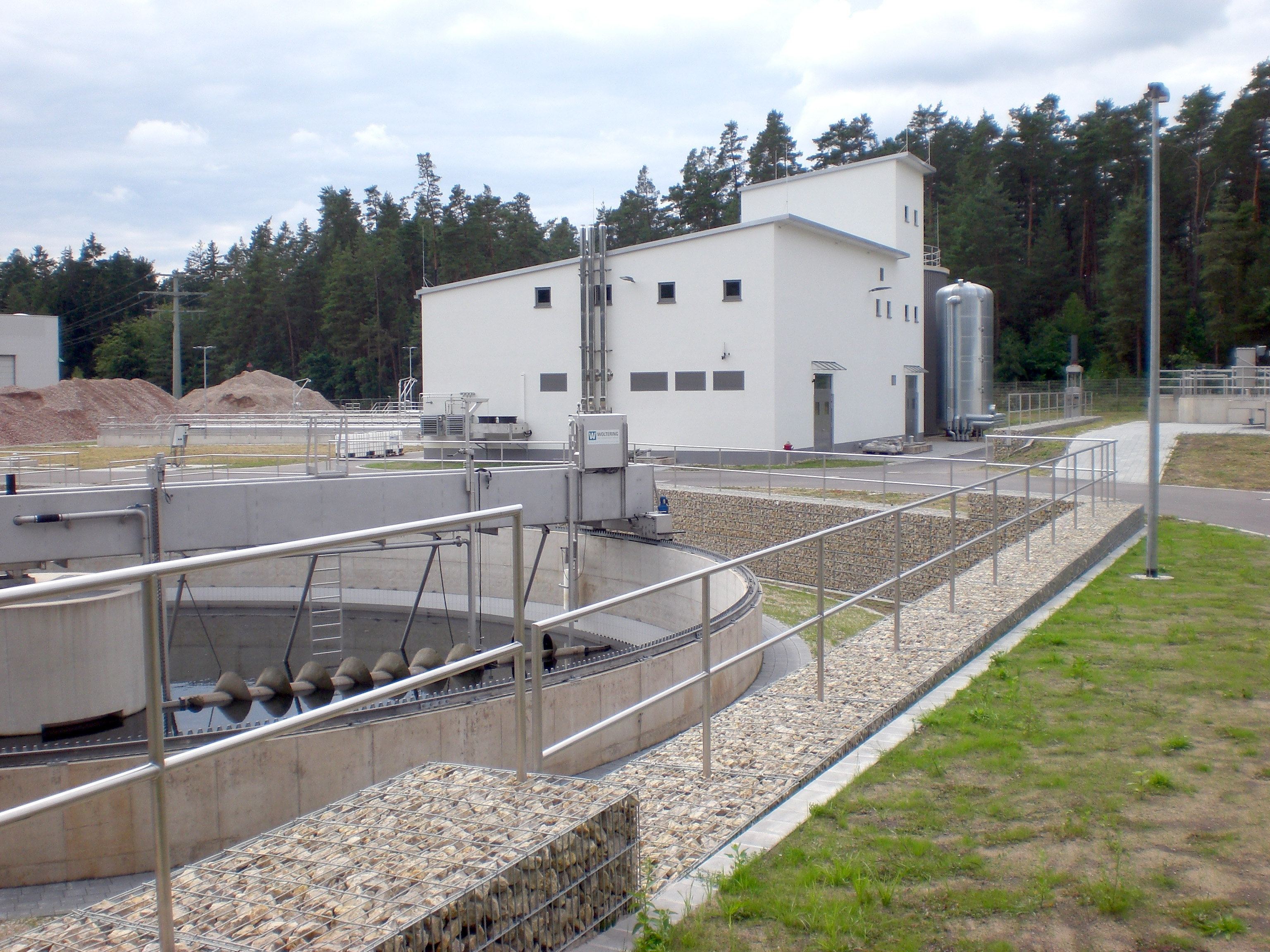
Kläranlage bei Gsteinach (2023)

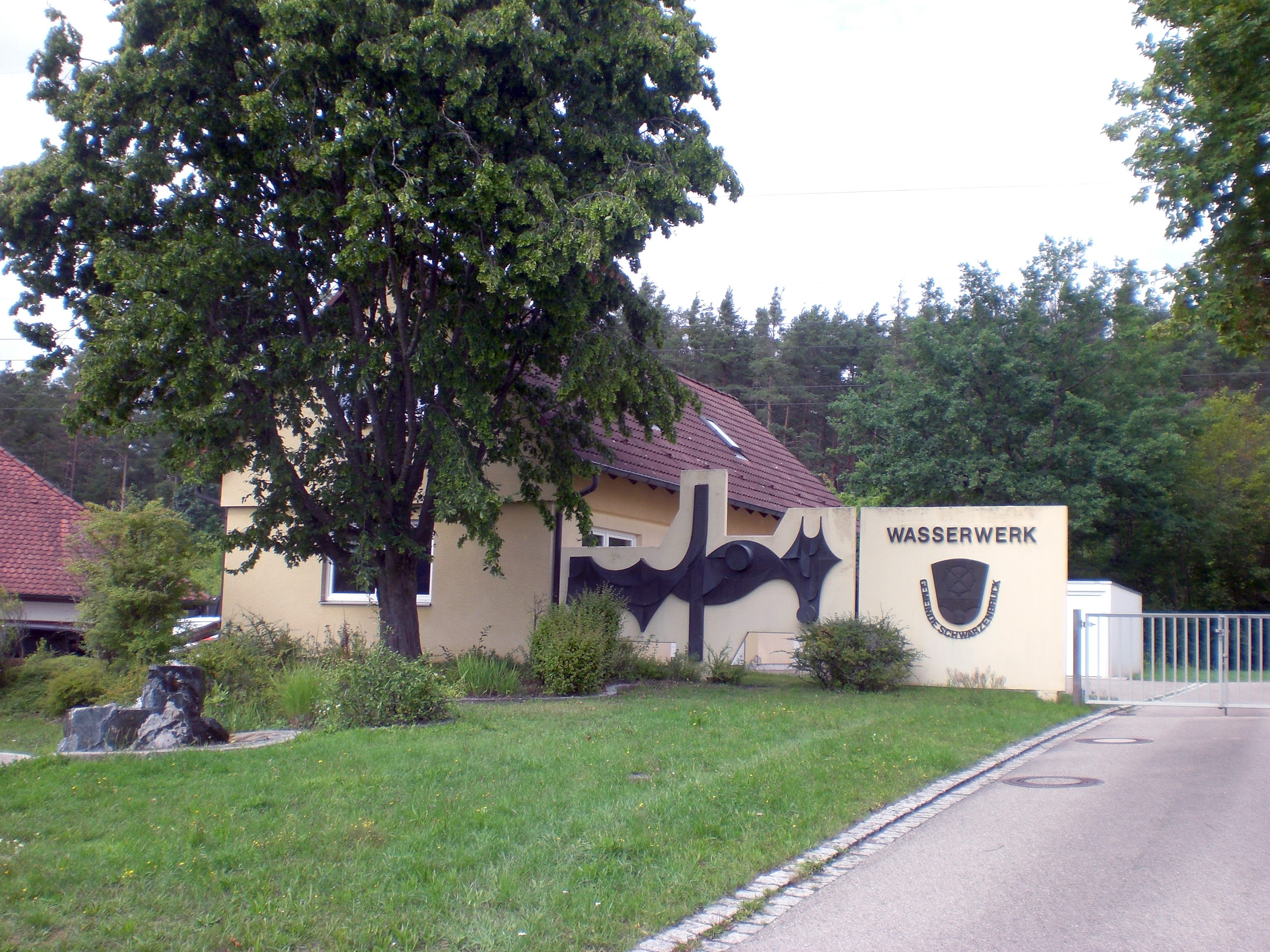
Das Schwarzenbrucker Wasserwerk im Gemeindeteil Gsteinach (2023)

Gsteinach verfügt über wenige Handwerksbetriebe, keine Industrie, keine Gastronomie und keine Ladengeschäfte. Nördlich im Feuchter Forst befinden sich wirtschaftlich genutzte Sandgruben. Westlich von Gsteinach wurden ehemalige Sandgruben aufgefüllt und dienen jetzt als Bauschuttdeponie. Am Ortsrand befindet sich das Wasserwerk der Gemeinde und an der Schwarzach die Kläranlage des Kanalisations-Zweckverbandes Schwarzachgruppe.